# Vocabulário do caratê
Posto que o karatê se tenha desenvolvido em Okinawa, onde há uma língua própria (hodiernamente, considerada um dialeto do japonês, sendo paulatinamente absorvida por aquela língua), é em japonês que as técnicas e demais termos são nominados, em sua grande maioria. Mesmo assim, os nomes antigos foram preservados nos nomes de alguns kata.
Segue uma lista:

## A
- Aka: competidor de vermelho
- Ao: competidor de azul
- Ashiro: golpe giratório

## C
Chudan: zona média

## D
- Dan: graduação
- Dachi: posição das pernas (Exemplo: fudo-dachi, zenkutsu-dachi, shiko-dachi, ukiashi-dachi, etc)

## G
- Gedan: zona baixa
- Geri: chute
- Gyaku: golpe com a mão oposta à perna que está à frente
- Gohon: quíntuplo
- Gohon Kumitê: trabalho com o adversário, em cinco passos

## H
- Haisoku: peito do pé
- Hajime: começar
- Hantai (ou mawari): dar meia-volta
- Hantei: decisão por bandeirada (votação dos árbitros auxiliares) de uma luta empatada, ou na votação do melhor kata
- Hiji ou Empi: golpe com o cotovelo
- Hiki-Waki: empate
- Hikite: puxar um punho ao quadril, enquanto o outro trabalha
- Hiza: golpe com o joelho

## I
- Ippon kumitê: trabalho com o adversário, em um passo

## J
- Jodan: zona alta
- Juji: defesa cruzada com pulso

## K
- Kamae: colocar-se em posição
- Kakato: golpe com o calcanhar
- Kakiwake: defesa ou golpe dupla cada um no lateral.
- Kiai: união da respiração com a voz, momento em que se liberta o máximo de força e velocidade
- Kihon: trabalho de todas as técnicas de deslocação
- Kime: união de força mental e física
- Kizami: golpe com a mesma mão da perna que está à frente
- Komekami: têmpora
- Kyu: nível de faixas abaixo da preta

## M
- Mae: frontal
- Mawashi: semicírculo

## N
- Nokachi: vitória

## O
- Oi: golpe com a mesma mão da perna que estava atrás e avança à frente
- Osu ou Oss: usado para demonstrar respeito mútuo

## S
- Seiken: cabeça do metacarpo referente ao dedo indicador e médio
- Seiza: em posição para a saudação
- Shiro: competidor de branco, ainda usado em competições da FPKI e da CBKI
- Shotei: golpe com a palma da mão
- Shuto: golpe com a mão aberta
- Sokuto: faca do pé
- Soto: golpe de fora para dentro (Shotokan) ou de dentro para fora (Shorin)
- Sonoba: parado

## T
- Tobi: golpe saltando

## U
- Uke: defesa
- Ura: movimento invertido
- Uchi: golpe de dentro para fora (Shotokan) ou de fora para dentro (Shorin)
- Ushiro: parte de trás

## Y
- Yame: parar
- Yoi: posição de partida
- Yoko: lateral

## Z
- Zuki: soco

## Numerais
- Ichi: um
- Ni: dois
- San: três
- Shi ou Yon: quatro
- Go: cinco
- Roku: seis
- Shichi ou Nana: sete
- Hachi: oito
- Kyuu: nove
- Jyuu: dez
- Shodan: primeiro (1º)
- Nidan: segundo (2º)
- Sandan: terceiro (3º)
- Yondan: quarto (4º)
- Godan: quinto (5º)
- Nihon: duplo
- Sanbon: triplo
- Yonbon: quádruplo